# Baratos Afins
Baratos Afins est un label discographique brésilien basé au Galeria do Rock, à São Paulo, et l'un des rares labels encore en activité dans la région.

## Histoire

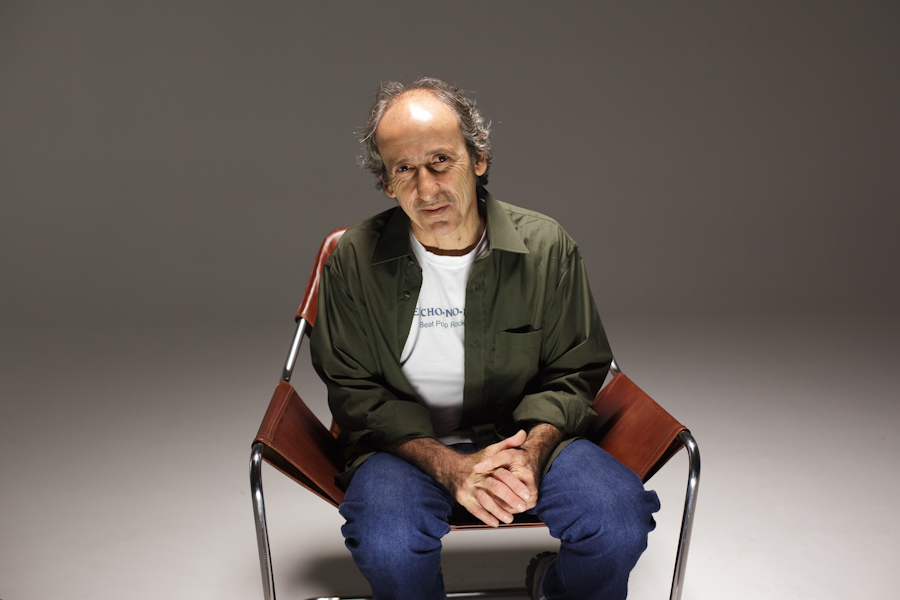
Luiz Calanca, le 17 avril 2010.

Propriété du producteur Luiz Calanca, Baratos Afins commence ses activités le 24 mai 1978 en tant que magasin de disques, qui devient rapidement un magasin et un point de rencontre pour la communauté musicale brésilienne indépendante. Installé au deuxième étage de l'immeuble Grandes Galerias (Av. São João, no 439) dans le vieux centre de São Paulo, devenu plus tard « Galeria do Rock », Baratos Afins devient un label discographique en 1982 avec la sortie de l'album Singin' Alone d'Arnaldo Baptista (ancien membre des Mutantes), et s'impose comme l'un des labels les plus importants de la scène indépendante brésilienne. Le partenariat historique avec Arnaldo donne également naissance à l'album Disco Voador en 1987.
Il donne une voix à l'underground, présentant la scène musicale de l'époque à travers la compilation Não São Paulo, qui présentait quatre nouveaux noms de la scène alternative du milieu des années 1980 : Akira S e As Garotas Que Erraram, Muzak, Chance et Ness. La compilation est si bien accueillie qu'elle donne lieu à un deuxième volet. Avec des headbangers chantant dans la langue du pays, il publie les compilations SP Metal I et II,, qui enregistrent des groupes de heavy metal tels que Korzus, Salário Mínimo, Centúrias, Santuário et Virus.
Il joue un rôle crucial dans les années 1980, lorsqu'il lance sur le marché certains des principaux groupes indépendants de rockabilly, heavy metal, punk rock et post-punk de l'époque, tels que Coke Luxe, Fellini, As Mercenárias, Ratos de Porão, Platina, Golpe de Estado, et Harppia,. Il publie également des œuvres d'importants artistes brésiliens tels que Arnaldo Baptista, Rita Lee, Itamar Assumpção, Tom Zé, Jorge Mautner, Marcelo Nova, et Walter Franco.
Du 15 au 21 novembre 2013, Baratos Afins célèbre son 35e anniversaire en organisant une série de concerts au SESC Consolação (à São Paulo), avec les groupes et artistes Fábrica de Animais et Messias Elétrico, Cosmo Shock et 3 Hombres, Luiz Waack et Lanny Gordin, Radioativas et Mercenárias + Smack, avec la participation d'Edgard Scandurra, Salário Mínimo et Golpe de Estado, avec la participation de Serguei. Les 10 et 11 mai 2018, à l'occasion du 40e anniversaire du label, un festival est organisé au SESC Pompeia (à São Paulo), avec des représentations des groupes Patrulha do Espaço, Santuário, Kafka et Fábrica de Animais,,,.